# ヒュンダイ・エクウス
エクウス（EQUUS）は、大韓民国の自動車会社、現代自動車により製造・販売されていた4ドアセダン型の普通乗用車（韓国における区分においては大型車）である。同社のフラグシップモデルであり、また韓国製乗用車としては最高級車と言える車種である。

## 初代 LZ/YJ系（1999年 - 2009年）
1999年4月28日に発売。三菱自動車工業との業務提携により共同開発された。当初はダイナスティの後継車種として開発されていたが、最終的にはその上級車種として発売へ至った。韓国市場ではエクウス、輸出市場（サウジアラビア市場等）ではセンテニアル（CENTENNIAL）を名乗った。販売台数は発売初年度の1999年には5,627台を記録し、韓国市場における高級車市場で先陣を切る事となった。日本市場では三菱・プラウディア、三菱・ディグニティとして販売された。
当時の顧客の好みに合わせ、直線を基調としたデザインを採用した。また3年6万kmまでの無報酬整備プログラムである、プラチナサービスを韓国において初めて設定した。当初はV型6気筒3.5L シグマMPI、三菱自動車工業製直噴V型8気筒4.5L オメガGDI260馬力を搭載。1999年9月8日にV型6気筒3.0L シグマMPIも追加された。なおハイオク車であったオメガGDI(直噴V型8気筒4.5L 260馬力)は後にオメガMPI(V8 4.5L 270馬力)へ変更された。これは当時韓国ではハイオクを取り扱うスタンドが少数であった為である。
これらには5速AT（V型6気筒3.0L シグマMPIはF5A51-2、V型6気筒3.5L シグマMPIはF5A51-3、V型8気筒4.5L オメガGDI/MPIはF5AH1）が組み合わされ、韓国製自動車において初めて姿勢制御装置を採用した。ストレッチリムジンも追加された。
2003年11月にはマイナーチェンジを受けて｢ニュー・エクウス｣となる。このマイナーチェンジに当たってはブレーキ強化(17インチディスク+アルミ4ポットキャリパー)、3.0リッターに代わり3.8リッターV6『ラムダ』エンジンが投入されたほかイモビライザー付きスマートキー、リア周りデザインの大幅な変更なども行われた。
前期型におけるプラウディアとの相違点は、グリル、ボンネットマスコットが異なり、3.0Lエンジンの設定がある（2006年のマイナーチェンジで3.3Lエンジンに変更され、3.5Lエンジンも輸出用を除いて3.8Lエンジンに変更されている）ことである。
なお、プラットフォームは子会社の起亜自動車の高級車オピラス（輸出名「アマンティ」）にも流用されている。

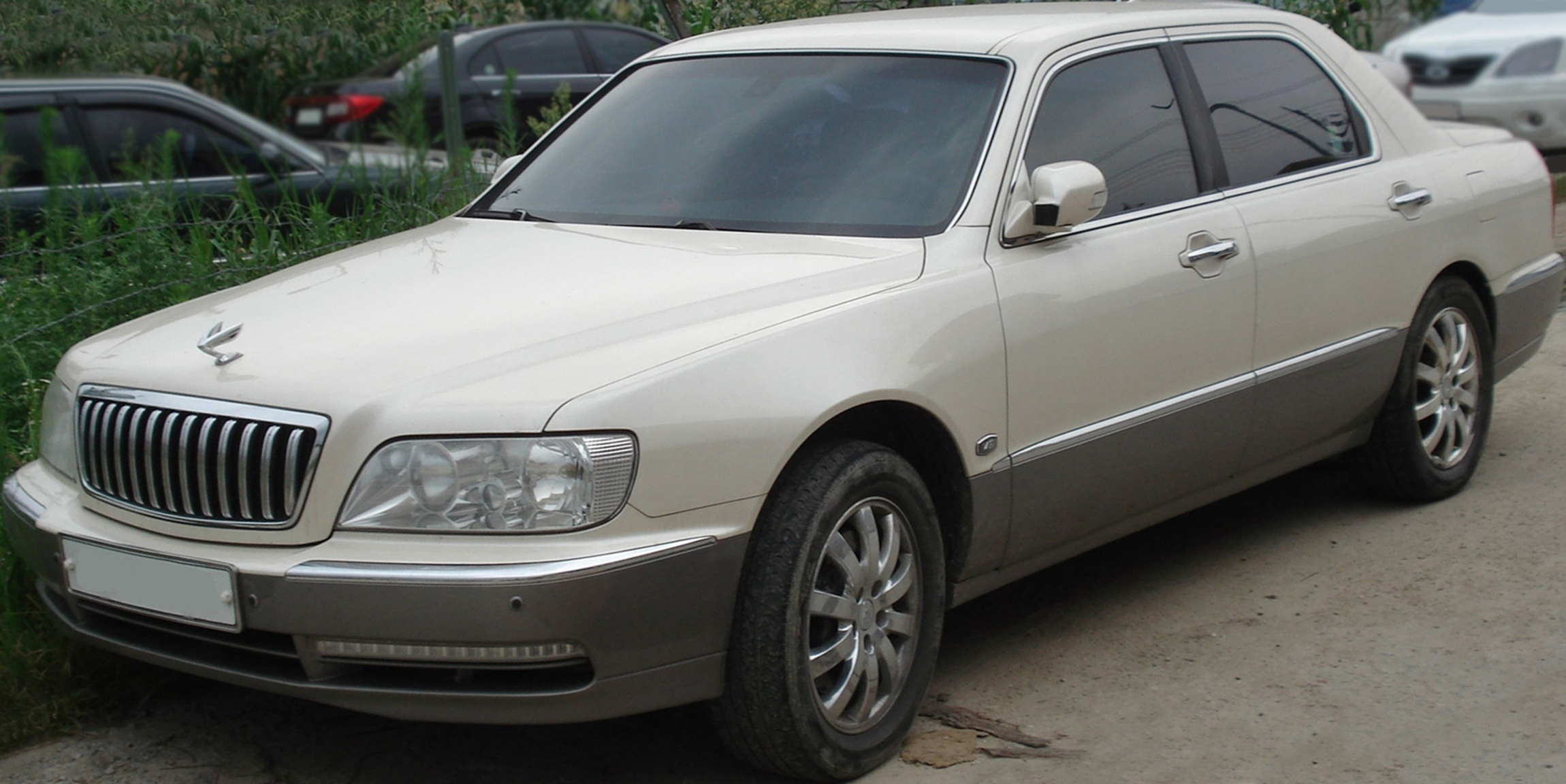
後期　フロント
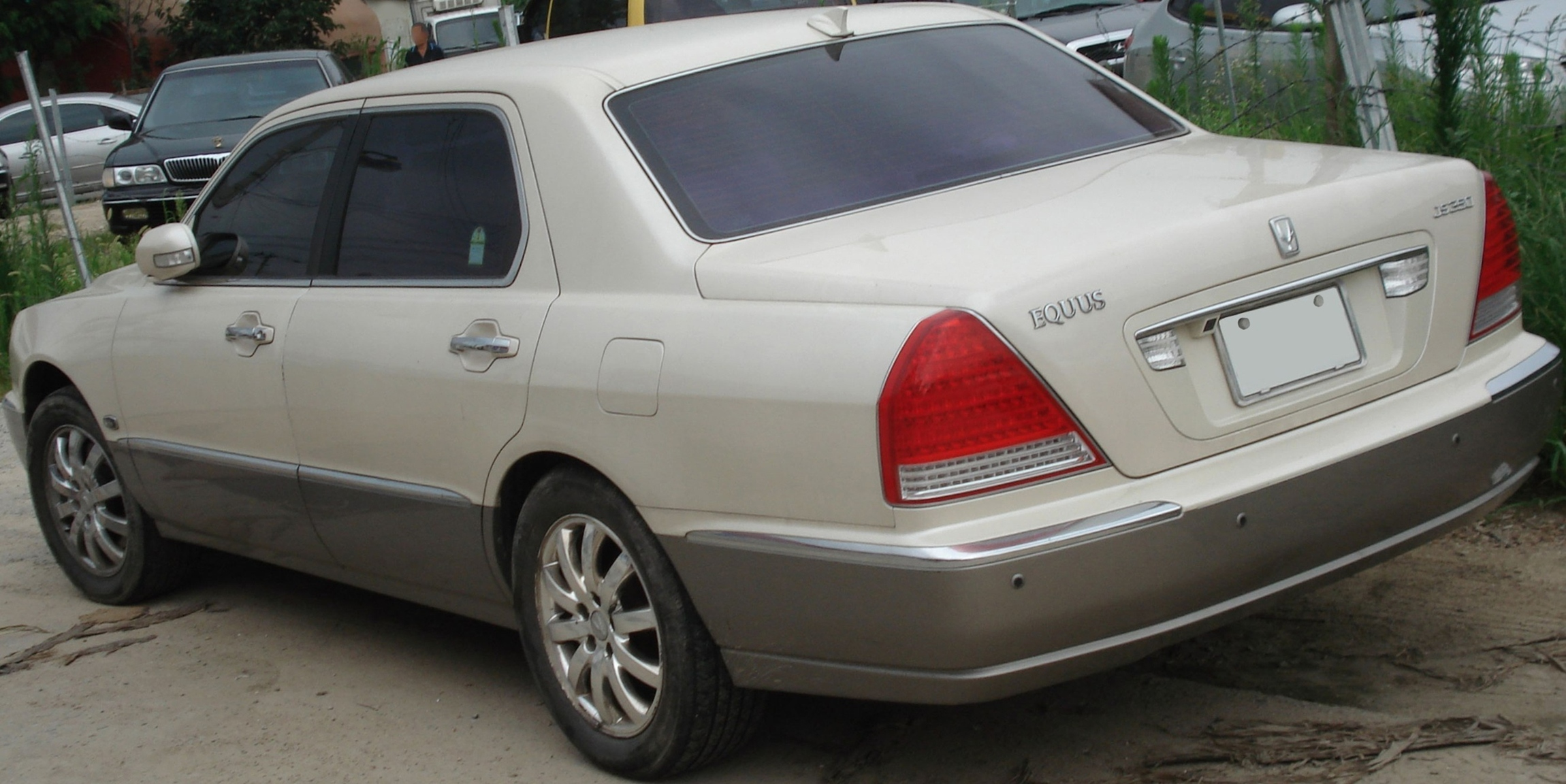
後期　リヤ

## 2代目 VI系（2009年 - 2015年）
開発コード名VI。正式発表に先駆けて、2008年8月に外観のシルエット画像と簡単な概要をマスコミに発表し、その後2009年2月17日にはマスコミ向けの試乗会が催されるなどのティーザーキャンペーンが行われた。なお試乗会では比較用としてレクサス・LSやメルセデスベンツ・Sクラスも用意された。
翌月11日、セダンタイプが韓国で正式発表された。外寸は全長5,160mm、全幅1,900mm、全高1,495mm、ホイールベース3,045mm。ジェネシスと同じFRプラットフォームを採用し、エンジンはラムダ（λ）3.8L V6とタウ（TAU、τ）4.6L V8の2本立てである。
9月29日にはリムジンタイプの「エクウスリムジン」が発表された。全長・ホイールベースをエクウス比で300mm延長（リアドア部分やそれ以降を延長するのではなく、旧型同様中間部分のみが延長される）。V6エンジン（λ）はセダンタイプと変わらないが、V8エンジン（τ）は4.6Lから5.0Lにスープアップされている。
2010年にはニューヨーク国際オートショーにて北米仕様が出展された。
2012年11月、マイナーチェンジ。バンパーは新デザインとなり、ヘッドライトもLED内蔵型に変更されるなどフロント部分は大幅にフェイスリフトされたが、全長自体は不変である。同時に、アルミホイールもデザインが一新された。エンジンはV8・4.6Lが廃止され、標準・リムジンともにGDi化されたV6・3.8LとV8・5.0Lの設定となった。3.8Lは6ATから5.0Lと同じ8ATに進化した一方で、5.0Lは中低速トルクを重視し、最高出力が430PSから416PSに変更された。
2013年3月、ソウルモーターショーにてエルメスとのコラボレーションモデル「エクウス by エルメス」を出品。シートなど内装の至る部分にエルメスのバッグなどに用いられる生地（皮革）を使用している。標準、リムジンとも1台ずつ製作された。
2015年12月、後継車種のジェネシス・EQ900（G90）の登場により販売終了したが、北米では、2016年まで販売が続けられた。

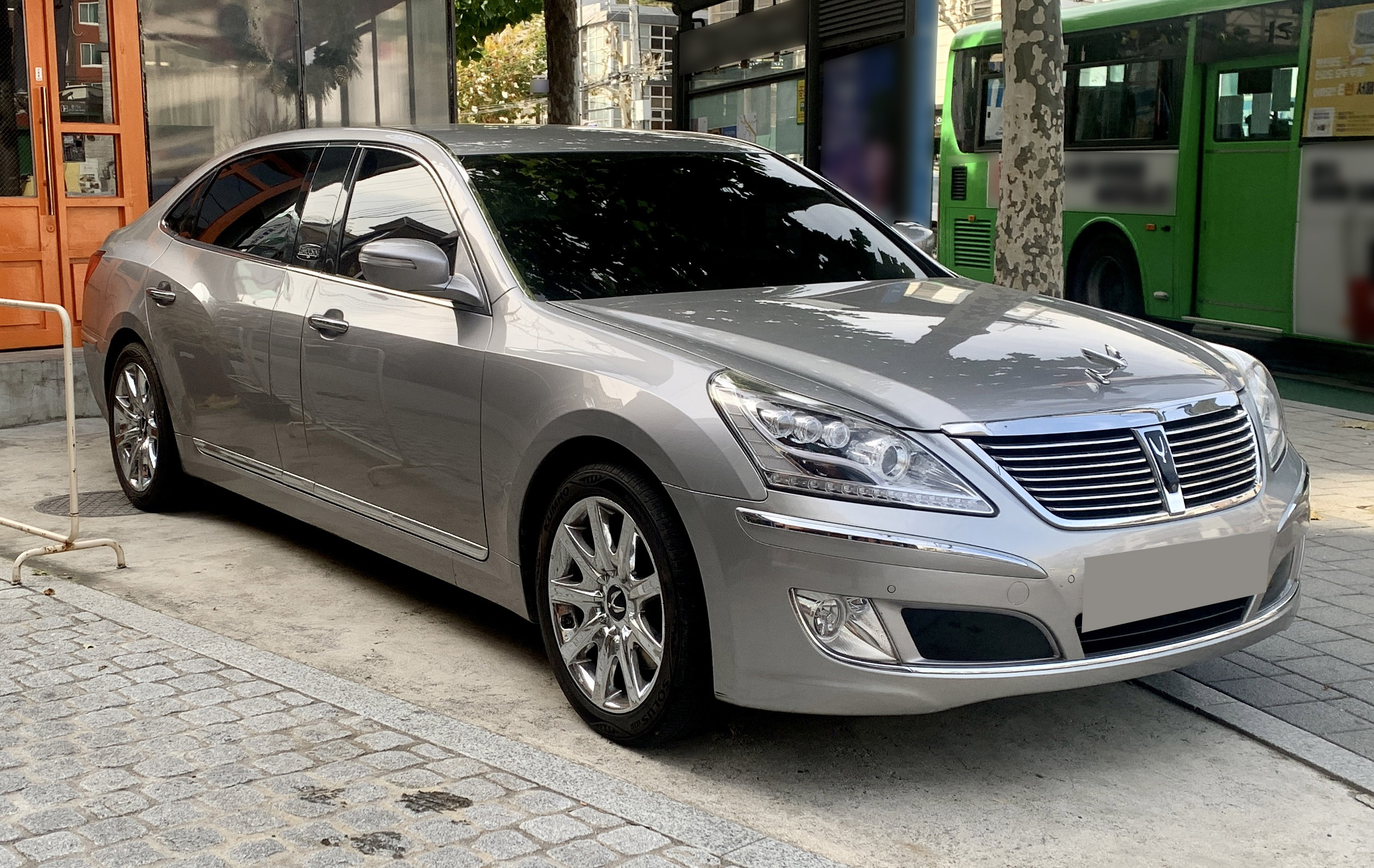
前期　リムジン フロント
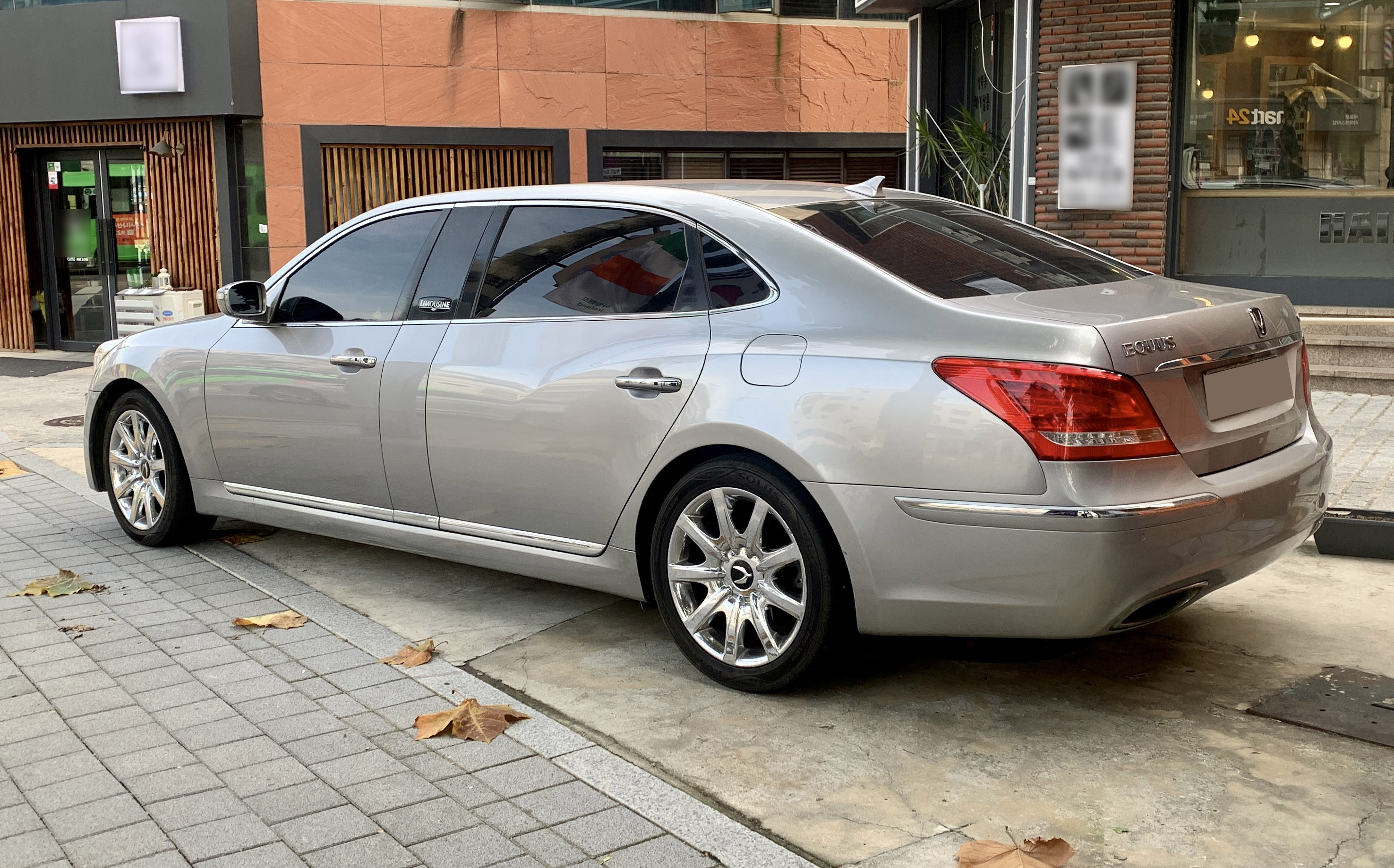
前期　リムジン リヤ
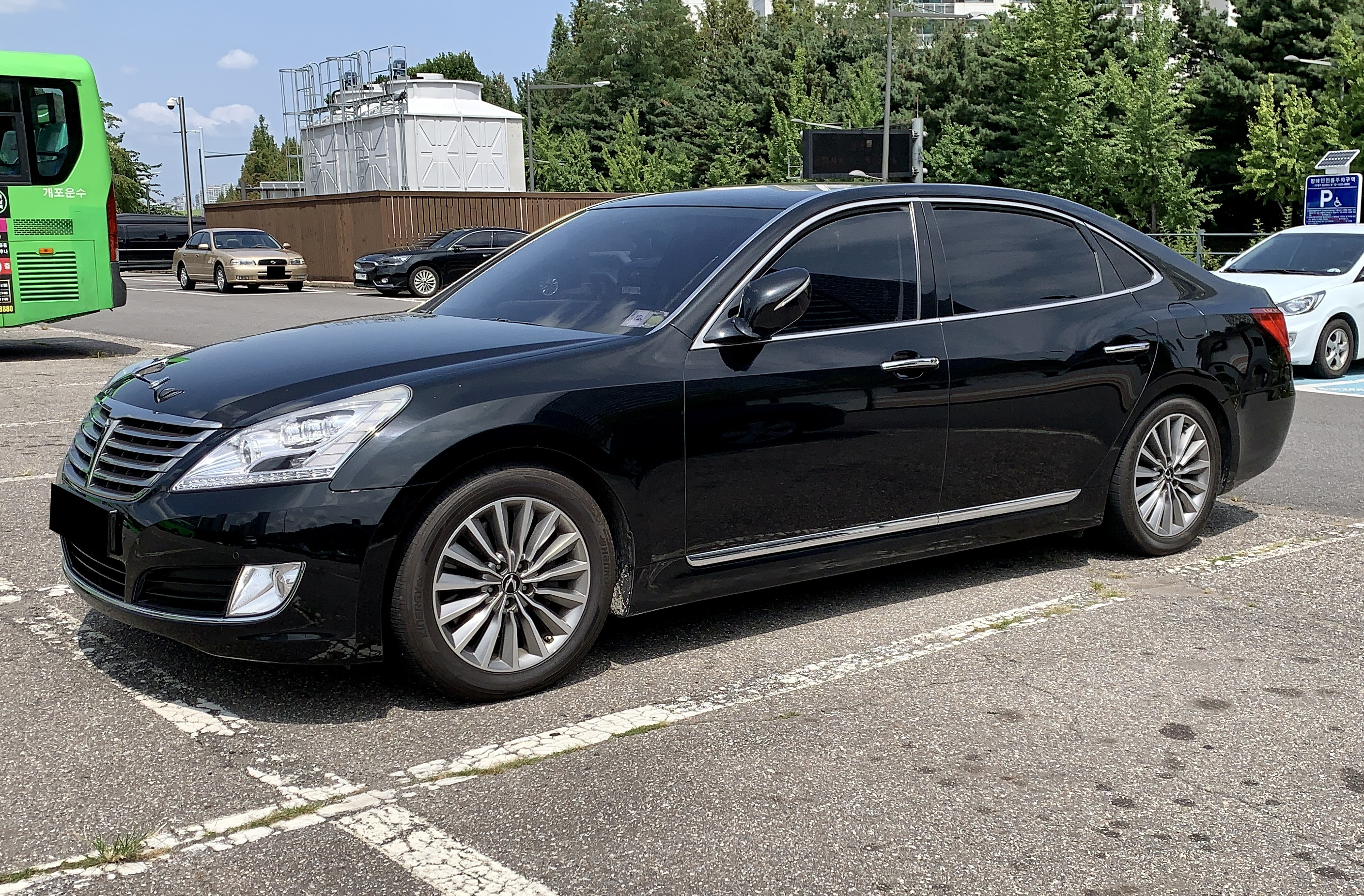
後期　フロント
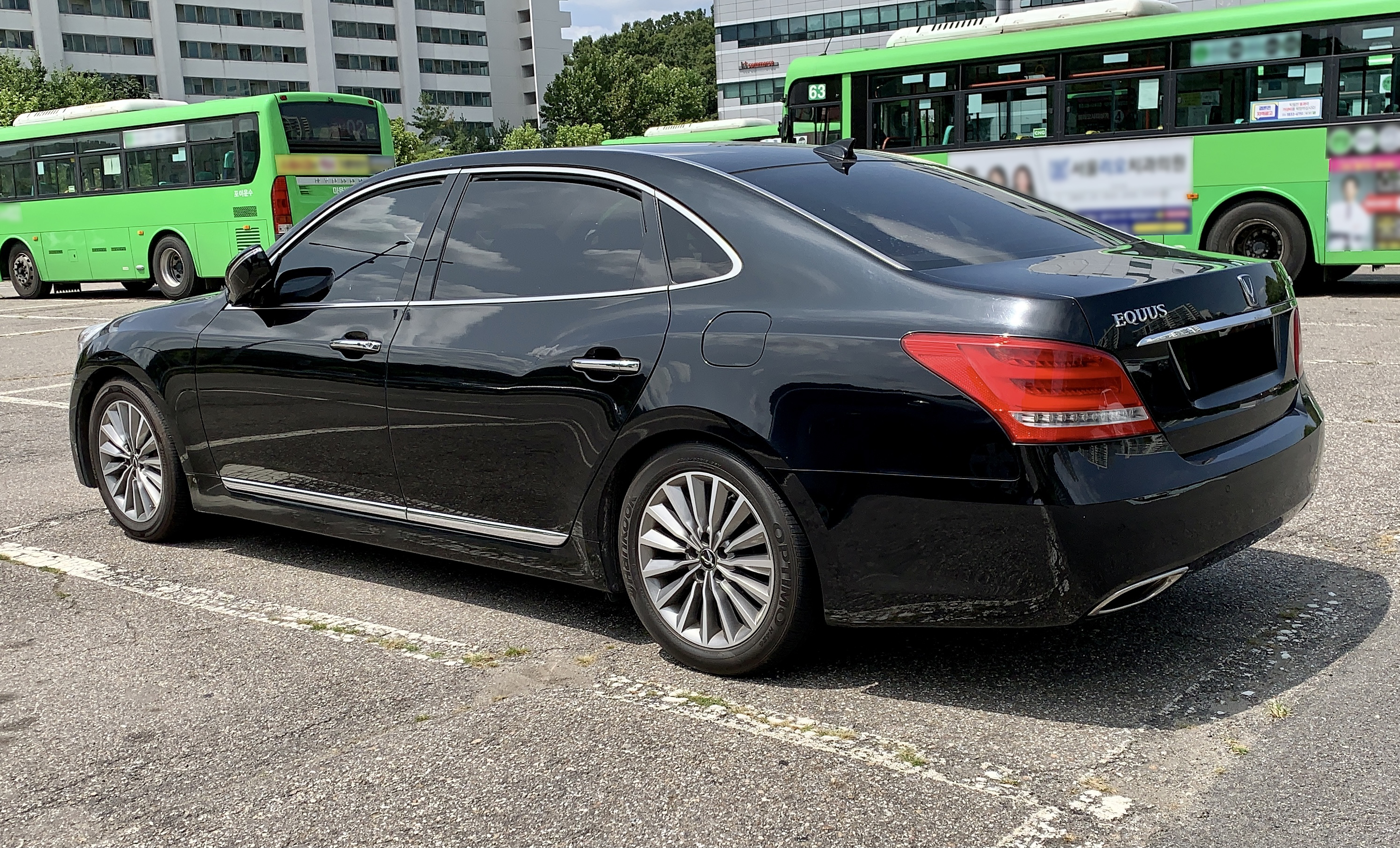
後期　リヤ
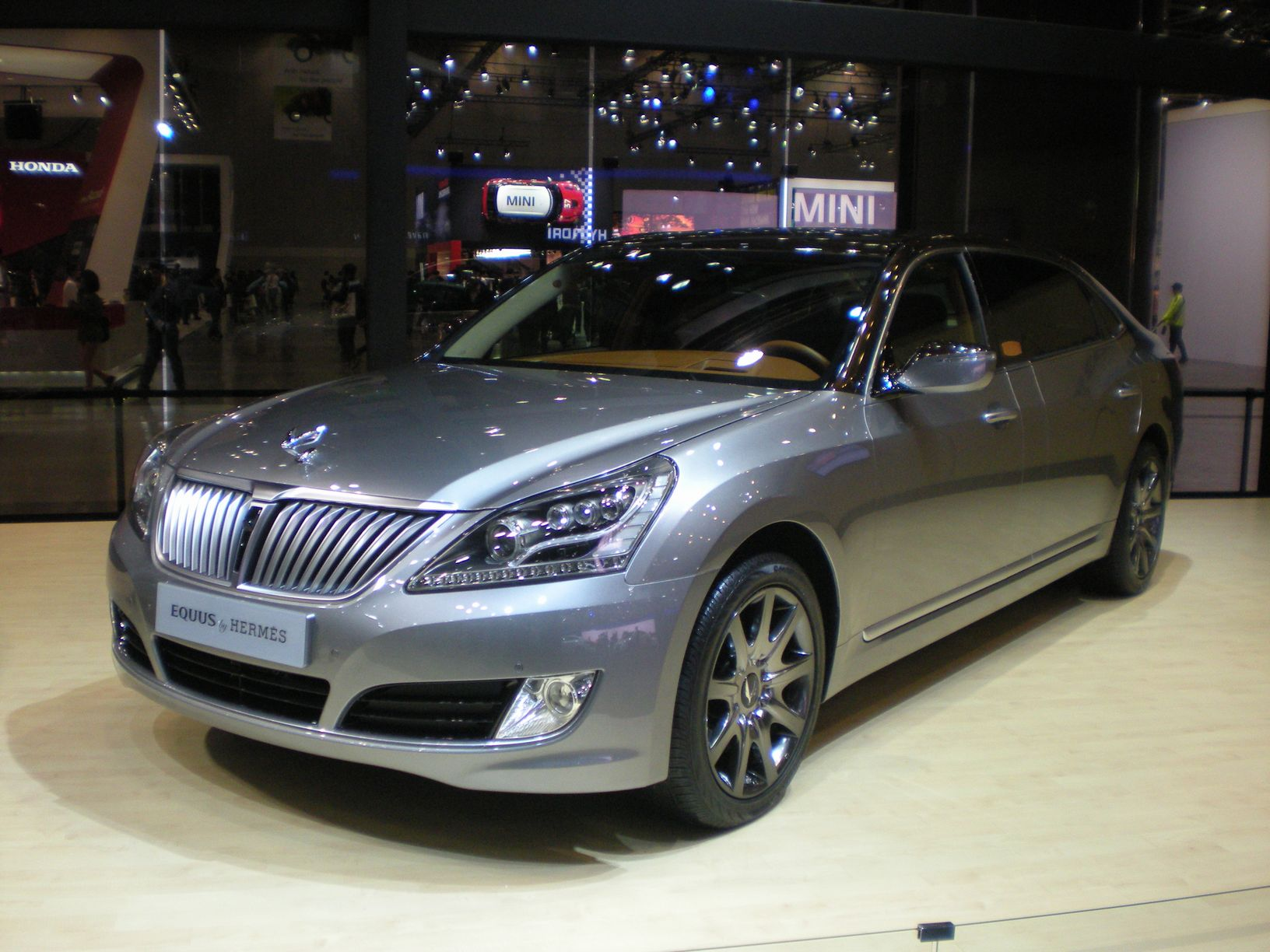
by エルメス
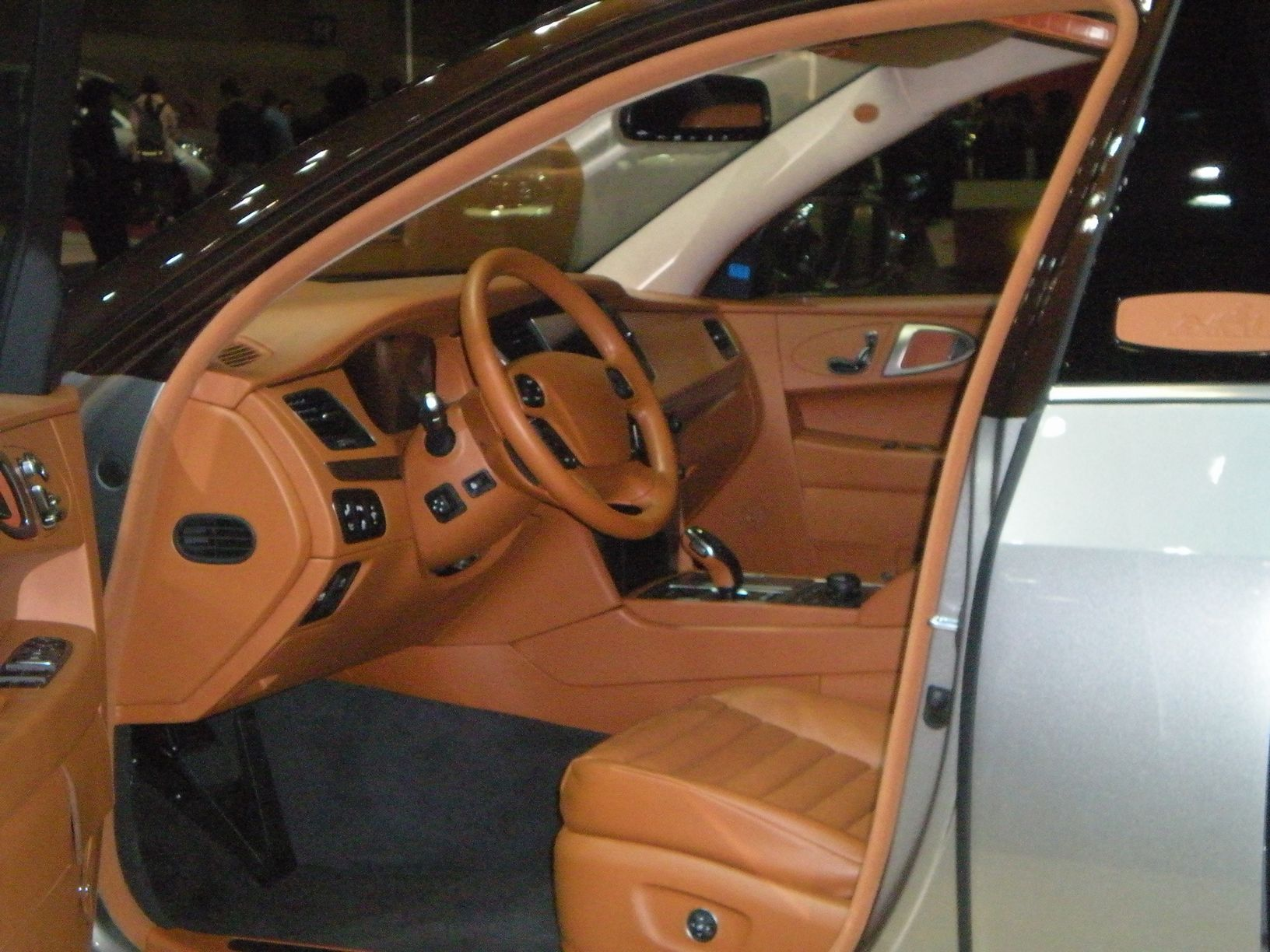
by エルメス　インテリア1
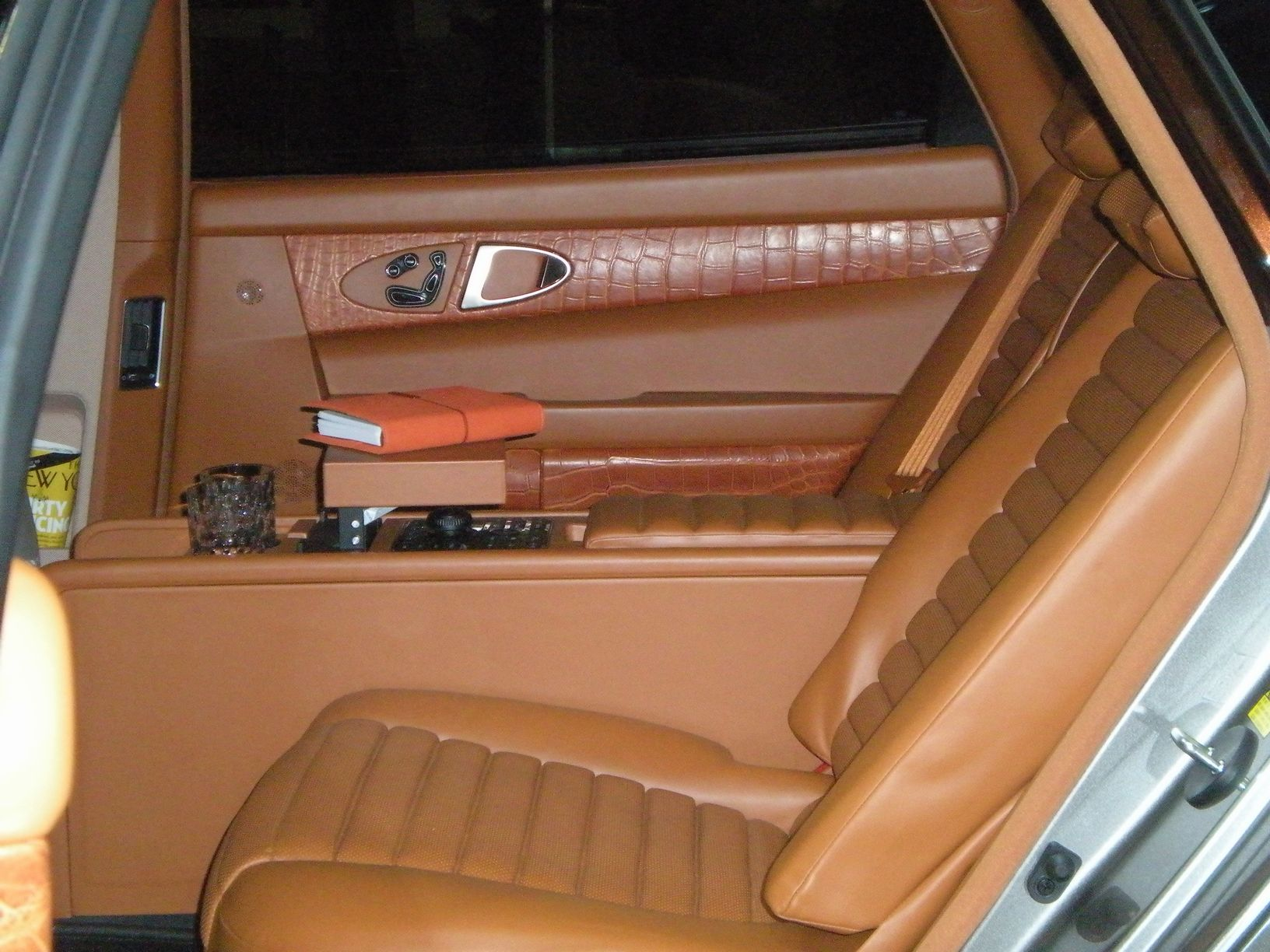
by エルメス　インテリア2

## 日本市場における状況
VI系においては正規輸入は行われていないものの、在大韓民国日本国大使館用、または韓国企業の役員用等として少数が持ち込まれている。

## 車名の由来
- エクウスは、ラテン語で「凱旋将軍の言葉」「天馬」を意味する。またエクセレント（Excellent）、クオリティ（Quality）、ユニーク（Unique）、ユニバーサル（Universal）、シュプリーム・オートモーティブ（Supreme automotive）の5単語の頭文字を組み合わたアクロニムでもある[7]。
- センテニアルは、ラテン語で「100年期（世紀）」を意味する。